# 思い出は美しすぎて (アルバム)
『思い出は美しすぎて』（おもいではうつくしすぎて）は、1978年6月25日に発売された八神純子の1枚目のアルバム。

## 解説
タイトルチューンとなった3枚目のシングル「思い出は美しすぎて」をはじめ、1974年10月13日開催の第8回ヤマハポピュラーソングコンテストで優秀曲賞を受賞した「雨の日のひとりごと」（シングルとは別バージョン）などの楽曲を収録。主にバラードを中心とした作品となっている。
2枚目のシングル「さよならの言葉」および「気まぐれでいいのに」の2曲は小野香代子のカバー。八神が小野香代子のカバーを歌うことになった経緯については「さよならの言葉」の記事を参照のこと。
2016年7月20日、ヤマハミュージックコミュニケーションズから『ポプコン・アーティスト 1stアルバムシリーズ』5作品中の1枚としてBlu-spec CD2仕様で再発売された。同時発売はNSP『N.S.P FIRST』、高木麻早『高木麻早』、門あさ美『Fascination』、相曽晴日『トワイライトの風』。

## 収録曲

### SIDE A
1. 雨の日のひとりごと (3分48秒)
作詞・作曲：八神純子　編曲：大村雅朗
2. 時の流れに (3分43秒)
作詞・作曲：八神純子　編曲：戸塚修
3. 思い出の部屋より (4分22秒)
作詞・作曲：八神純子　編曲：小野崎孝輔
4. 思い出は美しすぎて (3分19秒)
作詞・作曲：八神純子　編曲：戸塚修
5. 追慕 (3分18秒)
作詞・作曲：八神純子　編曲：戸塚修

### SIDE B
1. 気まぐれでいいのに (4分41秒)
作詞・作曲：小野香代子　編曲：山田秀俊
小野香代子の楽曲のカバー。
2. せいたかあわだち草 (2分53秒)
作詞・作曲：八神純子　編曲：大村雅朗
3. 窓辺  (4分44秒)
作詞・作曲：八神純子　編曲：矢萩秀明
4. もう忘れましょう (4分35秒)
作詞・作曲：八神純子　編曲：小野崎孝輔
5. さよならの言葉 (4分18秒)
作詞・作曲：小野香代子　編曲：小野崎孝輔
小野香代子の楽曲のカバー。

## 制作クレジット
- ボーカル、ピアノ、作詞・作曲 - 八神純子
- プロデューサー - 川上源一
- ディレクター - 日朝幸雄
- エンジニア - 石塚良一、清水邦彦、吉野金次 (EPCURUS Studio, HIT Studio)
- カッティング・エンジニア - 小鉄徹 (Cutting Center AOYAMA)
- 写真 - 波多健二
- デザイン - 荒井博文＋Girl
- アート・コーディネーター - 佐藤憲吉

## リリース日一覧
| 地域 | リリース日     | レーベル                               | 規格                   | 規格品番   | 備考               |
| ---- | -------------- | -------------------------------------- | ---------------------- | ---------- | ------------------ |
| 日本 | 1978年6月25日  | ディスコメイトレコード                 | 30cmLP                 | DCF-5010   | STEREO             |
| 日本 | 1978年6月25日  | ディスコメイトレコード                 | カセット               | DCF-1508   | STEREO             |
| 日本 | 1978年6月25日  | ディスコメイトレコード                 | カセット               | DMF-3301   | STEREO, METAL TAPE |
| 日本 | 1984年8月      | ディスコメイトレコード                 | 12cmCD                 | CDF-3      | STEREO             |
| 日本 | 1989年12月21日 | NEC Avenue                             | 12cmCD                 | N24C-36    | STEREO             |
| 日本 | 1996年3月21日  | コンチネンタル                         | 12cmCD                 | TECN-15344 | STEREO             |
| 日本 | 2001年12月19日 | ヤマハミュージックコミュニケーションズ | 12cmCD                 | YCCU-00004 | STEREO             |
| 日本 | 2003年3月26日  | ヤマハミュージックコミュニケーションズ | デジタル・ダウンロード | 76020422   | iTunes Store       |
| 日本 | 2007年11月21日 | ビクターエンタテインメント             | 12cmCD                 | VICL-62663 | 紙ジャケット       |
| 日本 | 2010年6月16日  | ビクターエンタテインメント             | SHM-CD                 | VICL-70086 | デジタルリマスター |
| 日本 | 2016年7月20日  | ヤマハミュージックコミュニケーションズ | Blu-spec CD2           | YCCU-10041 | デジタルリマスター |